# Monster Hunter
Monster Hunter är en serie tv-spel i fantasy-stil som började med spelet Monster Hunter till PlayStation 2. Serien utvecklas och ges ut av företaget Capcom. Spelaren tar rollen som en jägare som söker upp monster för att döda eller tillfångata dem.
Serien har förgrenat sig till flera PlayStation Portable-spel och ett MMO-spel. I Japan augusti 2009 var Monster Hunter Tri det bäst säljande tredjepartstillverkade Wii-spelet.

## Spel i serien

### PlayStation 2
- Monster Hunter
- Monster Hunter G (lanserat i Japan 20 januari 2005)
- Monster Hunter 2

### PSP
- Monster Hunter Freedom
- Monster Hunter Freedom 2
- Monster Hunter Freedom Unite
- Monster Hunter Portable 3rd
- Monster Hunter G

### PC
- Monster Hunter Frontier

### Wii
- Monster Hunter Tri
- Monster Hunter G

### Xbox 360
- Monster Hunter Frontier

### 3DS
- Monster Hunter Tri G
- Monster Hunter 4

### Mobil
- Monster Hunter i

## Monster i spelen
Diablos är tvåhornade "Wyverns", som kan bli funna ute i öknen. De kan gräva ner sig under sanden och anfalla underifrån. Extremt aggressiv och stolta av sig, kända för att ge ifrån sig ett fruktansvärt vrål när de blir angripna.

Lagiacrus är en typ av Leviatan, sjöodjur kända som den ledande eliten av havsmonster i den marina näringskedjan. Är även känd av seglare som "Härskaren av haven". Lagiacrus kan producera tillräckligt med elektricitet i sina taggar på ryggen så att haven stormar upp. Ibland kan den även ses på land.

## Filmer
2020 kommer det att komma ut en film med samma namn löst baserad på film serien.